# Fame (canção de David Bowie)
"Fame" é uma canção de David Bowie, lançada no álbum Young Americans, de 1975. A faixa também foi lançada como single. Com as sessões do disco quase concluídas, Bowie encontrou-se com John Lennon em Nova Iorque e ambos tocaram juntos no Electric Lady Studios em janeiro daquele mesmo ano. Primeiramente, fizeram uma regravação de "Across the Universe", com Lennon nos vocais de apoio. Depois, seguindo uma sugestão de Bowie, escreveram e gravaram uma canção tratando da fama, com um riff de guitarra criado por Carlos Alomar e Lennon novamente nos vocais de apoio. Esta faixa tornou-se "Fame".
A canção tornou-se o maior hit do músico nos Estados Unidos até então, chegando à primeira posição na Billboard Hot 100, enquanto que no Reino Unido o single atingiu somente a 17ª posição. Em 1990, foi lançada "Fame '90", versão remixada da faixa.